# 乌塞奥
乌塞奥（義大利語：Usseaux），是意大利皮埃蒙特大区都靈廣域市的一个市镇。总面积37平方公里，人口185人，人口密度5.0人/平方公里（2009年）。ISTAT代码为001281。